# Eleuterio Francesco Fortino
Eleuterio Francesco Fortino (Lifteri Frangjishk Fortini in albanese; Lattarico, 21 aprile 1938 – Roma, 22 settembre 2010) è stato un presbitero di rito bizantino italiano appartenente alla minoranza albanese di Calabria e alla chiesa bizantina cattolica in Italia. Archimandrita della chiesa di Sant'Atanasio di Roma, fu dal 1987 al 2010 sottosegretario del Pontificio consiglio per la promozione dell'unità dei cristiani. Inoltre, ha diretto per dieci anni l'ufficio Vaticano incaricato ai rapporti con il cristianesimo orientale-ortodosso.

## Biografia
Proveniente da una famiglia arbëresh di San Benedetto Ullano, studiò filosofia e teologia dal 1958 al 1965 presso il seminario Benedetto XV di Grottaferrata, il collegio greco di Roma e la Pontificia Università Gregoriana.
Fu ordinato sacerdote della Chiesa italo-albanese per l'eparchia di Lungro il 24 novembre 1963 e nel 1965 divenne archimandrita della chiesa di Sant'Atanasio dei Greci in Roma, anno in cui partecipò all'ultima sessione del Concilio Vaticano II.
Nel 2007 fu premiato con la "Rosa d'Argento" per la sua promozione delle buone relazioni tra la Santa Sede e il mondo ortodosso.
Morì il 22 settembre 2010 presso il policlinico universitario di Tor Vergata, a Roma, all'età di 72 anni.

## Pubblicazioni
Collaborò a L'Osservatore Romano dal 30 gennaio 1966, pubblicando circa 250 articoli in quasi 45 anni. Ha diretto la rivista della Chiesa cattolica italo-albanese BESA e pubblicato in varie riviste, come Oriente Cristiano dell'eparchia di Piana degli Albanesi.
- Liturgia greca, Chiesa di S. Atanasio, Roma, 1970
- S. Atanasio: la liturgia greca a Roma, Chiesa di S. Atanasio, Roma, 1970
- L'Iniziazione Cristiana nella Chiesa Bizantina, BESA - Circolo italo-albanese di cultura, 1985
- Il Matrimonio nella Chiesa Bizantina, Roma, Besa, 1986
- Besa e Krishterë - La Fede Cristiana, Der Glaube der Christen Ein albanischer Katechismus, Roma, BESA, 1992
- La chiesa bizantina albanese in Calabria. Tensioni e comunione (volume 2 di Quad. Associazione italo-greco-albanese), Bios, 1994, ISBN 978-88-7740-171-7
- Il dialogo ecumenico. Verso il terzo millennio (volume 9 di Terzo millennio cristiano), Grafitalica, 2000, ISBN 978-88-87773-21-7
- Missione e Missionarieta in Giovanni Paolo II, Città del Vaticano, Ed. Urbaniana University Press, 2004, ISBN 88-401-4009-3
- Prothesis - Preparazione alla Celebrazione Eucaristica, (a cura di Maria Franca Cucci), Roma, BESA, 2009